# Liste der Kulturgüter in Steinerberg
Die Liste der Kulturgüter in Steinerberg enthält alle Objekte in der Gemeinde Steinerberg im Kanton Schwyz, die gemäss der Haager Konvention zum Schutz von Kulturgut bei bewaffneten Konflikten, dem Bundesgesetz vom 20. Juni 2014 über den Schutz der Kulturgüter bei bewaffneten Konflikten sowie der Verordnung vom 29. Oktober 2014 über den Schutz der Kulturgüter bei bewaffneten Konflikten unter Schutz stehen.
Objekte der Kategorie A sind im Gemeindegebiet nicht ausgewiesen, Objekte der Kategorie B sind vollständig in der Liste enthalten, Objekte der Kategorie C fehlen zurzeit (Stand: 1. Januar 2023). Unter übrige Baudenkmäler sind zusätzliche Objekte zu finden, die gemäss Angaben des kantonalen Denkmalschutzes als geschützte Denkmäler eingestuft wurden und nicht bereits in der Liste der Kulturgüter enthalten sind.

## Kulturgüter
| Foto |                                                                | Objekt                              | Kat. | Typ | Standort                           | Beschreibung |
| ---- | -------------------------------------------------------------- | ----------------------------------- | ---- | --- | ---------------------------------- | ------------ |
| ja   | Datei hochladen · Wikidata zu Pfarrkirche St. Anna (Q29882101) | Pfarrkirche St. Anna KGS-Nr.: 04888 | B    | G   | Sattelstrasse 1 686963 / 211900    |              |
| BW   | Datei hochladen · Wikidata zu Haus Hausmatt (Q29882097)        | Haus Hausmatt KGS-Nr.: 12975        | B    | G   | Goldauerstrasse 10 686807 / 212034 |              |
| BW   | Datei hochladen · Wikidata zu Pfarrhaus (Q29882099)            | Pfarrhaus KGS-Nr.: 12976            | B    | G   | Steinerstrasse 2 687038 / 211902   |              |

## Übrige Baudenkmäler
| ID     | Foto |                 | Objekt                     | Typ | Standort                           | Beschreibung |
| ------ | ---- | --------------- | -------------------------- | --- | ---------------------------------- | ------------ |
| 11.002 | BW   | Datei hochladen | Beinhaus, Friedhofskapelle | G   | Sattelstrasse 1.1 686954 / 211924  |              |
| 11.005 | BW   | Datei hochladen | Haus Diezigen              | G   | Diezigenstrasse 5 686620 / 212079  |              |
| 11.006 | BW   | Datei hochladen | Haus Wyler                 | G   | Nolbergstrasse 3 686457 / 213037   |              |
| 11.007 | BW   | Datei hochladen | Haus Schwand               | G   | Wildspitzstrasse 8 687070 / 213659 |              |
| 11.008 | BW   | Datei hochladen | Haus                       | G   | Hofstrasse 20 686978 / 212541      |              |
| 11.009 | BW   | Datei hochladen | Haus Gerbrechtigen         | G   | Nolbergstrasse 4 686772 / 212626   |              |

Legende: Siehe Legende der Liste der Kulturgüter von nationaler und regionaler Bedeutung. Anstelle der KGS-Nummer wird als Objekt-Identifikator (ID) die Nummer im Kantonalen Schutzinventar (KSI) verwendet.